# 猿橋獎
猿橋獎是給日本女性科學研究者的獎項，每年頒發一次。
日本地球化學家猿橋勝子曾擔任地球化學研究實驗所（Geochemical Research Laboratory）的所長，在1980年退休，她的同事送給她五百萬日元，她同年用那一筆錢建立了「給女性科學者光明未來之會」。此協會每年會發放三十萬日元的獎金，受獎者需為五十歲以下的科學家。
古在由秀所著的《My Life: Twenty Japanese Women Scientists》中，有列出二十名受獎者的論文。

## 受獎者
| 年份   | 姓名         | 組織                                       | 研究領域                                               |
| ------ | ------------ | ------------------------------------------ | ------------------------------------------------------ |
| 1981年 | 太田朋子     | 國立遺傳學研究所                           | 分子層級群体遗传学的理論研究                           |
| 1982年 | 山田晴河     | 關西學院大學                               | 以雷射拉曼光譜學研究表面現象                           |
| 1983年 | 大隅正子     | 日本女子大学                               | 酵母細胞胞的微結構和功能                               |
| 1984年 | 米澤富美子   | 慶應義塾大學                               | 非晶體材料物理特性的理論研究                           |
| 1985年 | 八杉滿利子   | 筑波大学                                   | 闡明分析邏輯結構的方法                                 |
| 1986年 | 相馬芳枝     | 產業技術綜合研究所                         | 新有機合成觸媒                                         |
| 1987年 | 大野湶       | 東京工業大學                               | 電化學薄膜生成的基礎研究                               |
| 1988年 | 佐藤周子     | 愛知癌症研究所                             | 輻射引起有絲細胞死亡的研究                             |
| 1989年 | 石田瑞穂     | 海洋研究开发机构                           | 用微地震來預測地震，並且探索構造板塊結構               |
| 1990年 | 高橋三保子   | 筑波大学                                   | 原生動物行為的一般性研究                               |
| 1991年 | 森美和子     | 北海道大學                                 | 藥品生成新反應的開發                                   |
| 1992年 | 加藤隆子     | 日本國立聚變科学研究所                     | 高溫電漿的原子過程                                     |
| 1993年 | 黑田玲子     | 东京大学                                   | 區分手性分子和 DNA 鹼基對旋向性的機制                  |
| 1994年 | 白井浩子     | 岡山大學                                   | 海星排卵以及卵成熟機制的研究                           |
| 1995年 | 石井志保子   | 東京工業大學                               | 代數幾何學奇點的研究                                   |
| 1996年 | 川合眞紀     | 理化学研究所                               | 在固體表面發生化學反應的基本研究                       |
| 1997年 | 高倍鉄子     | 名古屋大學                                 | 耐鹽植物的分子機制                                     |
| 1998年 | 西川惠子     | 千叶大学                                   | 超臨界流體的研究                                       |
| 1999年 | 持田澄子     | 東京醫科大學                               | 神經遞質釋放機制的研究                                 |
| 2000年 | 中西友子     | 东京大学                                   | 植物中水和痕量物質的行為                               |
| 2001年 | 永原裕子     | 东京大学                                   | 隕石與行星物質的形成與演化                             |
| 2002年 | 真行寺千佳子 | 东京大学                                   | 鞭毛運動的研究                                         |
| 2003年 | 深見希代子   | 東京藥科大學                               | 生物中磷脂代謝的角色                                   |
| 2004年 | 小磯晴代     | 高能加速器研究機構                         | 用對撞機KEKB實現世界最高亮度                           |
| 2005年 | 小谷元子     | 东北大学                                   | 基於晶格的離散幾何分析研究                             |
| 2006年 | 森郁惠       | 名古屋大學                                 | 感覺和學習行為的一般研究                               |
| 2007年 | 高藪緣       | 东京大学                                   | 熱帶雲分佈動態的觀測研究                               |
| 2008年 | 野崎京子     | 东京大学                                   | 用金屬錯合物觸媒針對極性單體進行精密聚合的研究         |
| 2009年 | 塩見美喜子   | 慶應義塾大學                               | 核糖核酸沈默的作用机制                                 |
| 2010年 | 高橋淑子     | 奈良先端科學技術大學院大學                 | 動物胚胎發育過程中的形态发生                           |
| 2011年 | 溝口紀子     | 东京学艺大学                               | 拉開幾何操作的漸近分析                                 |
| 2012年 | 阿部彩子     | 东京大学大氣和海洋研究所                   | 冰蓋波動以及從過去到未來氣候的機制                     |
| 2013年 | 肥山詠美子   | 理化学研究所仁科加速器研究中心             | 量子多體系統準確計算演算法的建立以及後續開發           |
| 2014年 | 一二三恵美   |                                            | 機能蛋白質，稱為「超催化抗體」（antigenase）           |
| 2015年 | 鳥居啓子     | 名古屋大學生命科学研究所                   | 植物裡細胞間溝通機制以及氣孔發育機制的研究             |
| 2016年 | 佐藤たまき   | 东京学艺大学天文和地球科學                 | 中生代爬行動物的描述和系統學                           |
| 2017年 | 石原安野     | 千叶大学重子天文科學                       | 超高能宇宙微中子的研究                                 |
| 2018年 | 寺川寿子     | 名古屋大學環境科學研究所地震和火山研究中心 | 地應力和孔隙流體壓力控制地震活動性的研究               |
| 2019年 | 梅津理恵     | 东北大学材料研究所                         | 包括半金屬型磁體在內，Heusler型機能磁材料的物理特性    |
| 2020年 | 市川温子     | 京都大学物理系                             | 利用以加速器為基礎的長基線微中子實驗來發現微中子的特性 |
| 2021年 | 田中幹子     | 東京工業大学                               | 脊椎動物四肢形成進化的研究                             |
| 2022年 | 关口仁子     | 東京工業大学                               | 核物理中三体核力的实验研究                             |
| 2023年 | 宫原博子     | 武藏野美术大学                             | 太阳活动变化机制及其对气候的影响                       |
| 2024年 | 绪方芳子     | 京都大学数理分析研究所                     | 量子多体系统的数学研究                                 |